# كبيري (كوه بنج)
كبيري (بالفارسية: کبیری) هي قرية تقع في إيران في البلدة المركزية.